# 袁績懋
袁绩懋（1818年11月16日—1858年10月18日），字厚安，顺天府宛平县人，原籍江苏陽湖縣（今属常州市），清朝官员、詩人、學者。

## 生平
袁绩懋于道光二十七年（1847年）中一甲第二名进士（榜眼），授翰林院编修，後改主事，分刑部。因父丧丁忧去职。守丧终了，授道员职位，派赴福建。官至署延建邵道。咸丰八年（1858年）太平军进攻邵武，绩懋战不支，退守顺昌，守军仅数百名，相持一月有余。九月十二日（10月18日），城破，绩懋被乱刃砍死。朝廷追赠按察使，入祀京师及阵亡地昭忠祠，世袭骑都尉。此外，其家乡常州也奉旨建有专祠，谥文节。《清史稿》有傳。

## 家族
父袁俊为道光九年（1829年）进士。继室左锡璇，育有一女二子：袁学灏、袁毓卿、袁学昌。

### 子孙
- 子：袁学灏
- 女：袁毓卿
- 子：袁学昌，娶曾懿，左锡璇之妹左锡嘉女
  - 孙：袁励桢
    - 曾孙女：袁行恕，嫁陈致平，生陈喆

  - 孙：袁励准
  - 孙：袁励杰
    - 曾孙：袁行霈

  - 孙：袁励衡
    - 曾孙女：袁晓园
    - 曾孙女：袁静
    - 曾孙：袁行遠

  - 孙：袁勵宸

参见袁曉園#家族

## 著作
据载，袁绩懋过目成诵，号称“淹雅”。著有《诸经质疑》十二卷、《通鉴正误》十卷、《汉碑篆额考异》二卷及《味梅斋诗草》四卷。

## 延伸阅读
[在维基数据编辑]
 《清史稿·卷490》，出自趙爾巽《清史稿》